# Башня Лотрщак

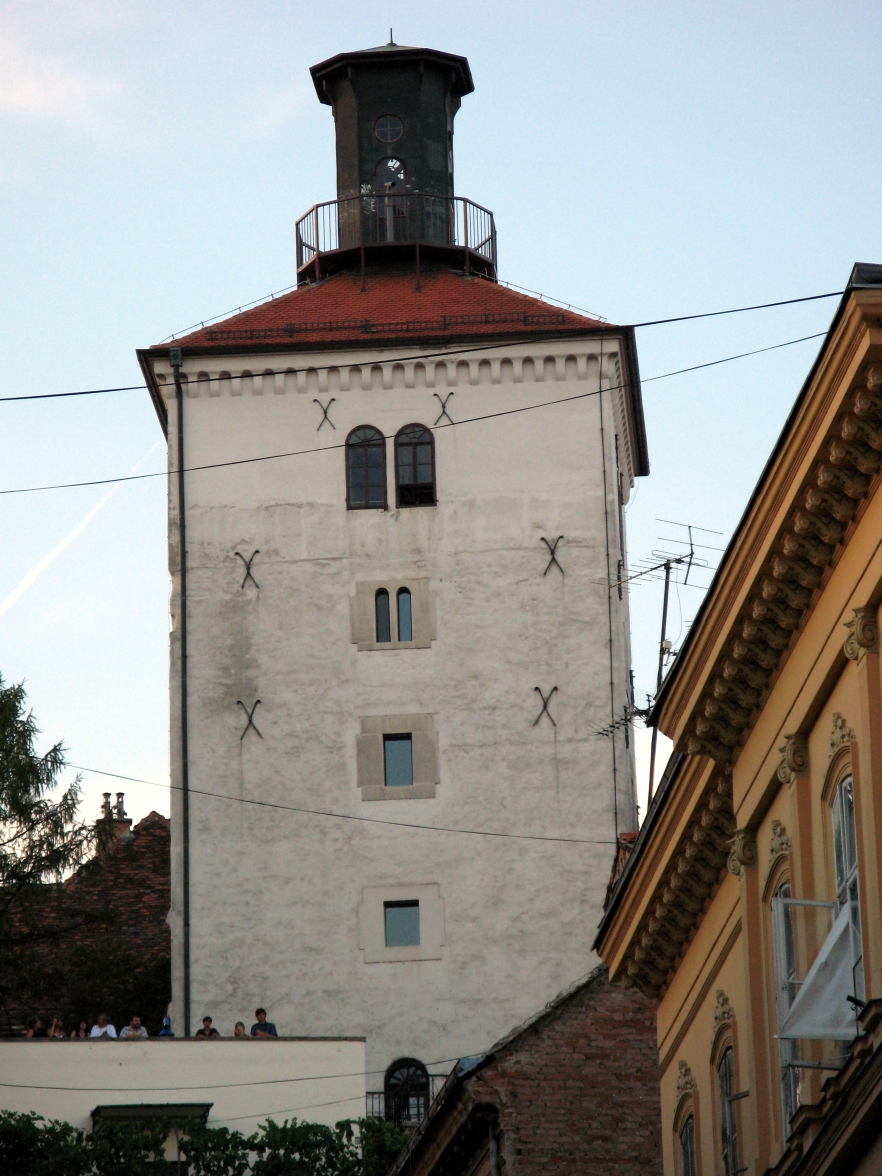
Башня Лотрщак

Башня Лотрщак (хорв. Kula Lotrščak) — средневековая крепостная башня в столице Хорватии городе Загребе, одна из туристических достопримечательностей.
Расположена на Аллее Штроссмайера (хорв. Štrossmayerovo setalište) и является составной частью старого города Загреба Градца (Gradec) или Верхнего города (Горни град / Gornji grad).
Башня построена в XIII веке, когда она была возведена для защиты южных ворот городских стен Градца. Построенная в романском стиле, башня перестала выполнять сугубо оборонительную функцию, и в дальнейшем адаптировалась под нужды разных времен.

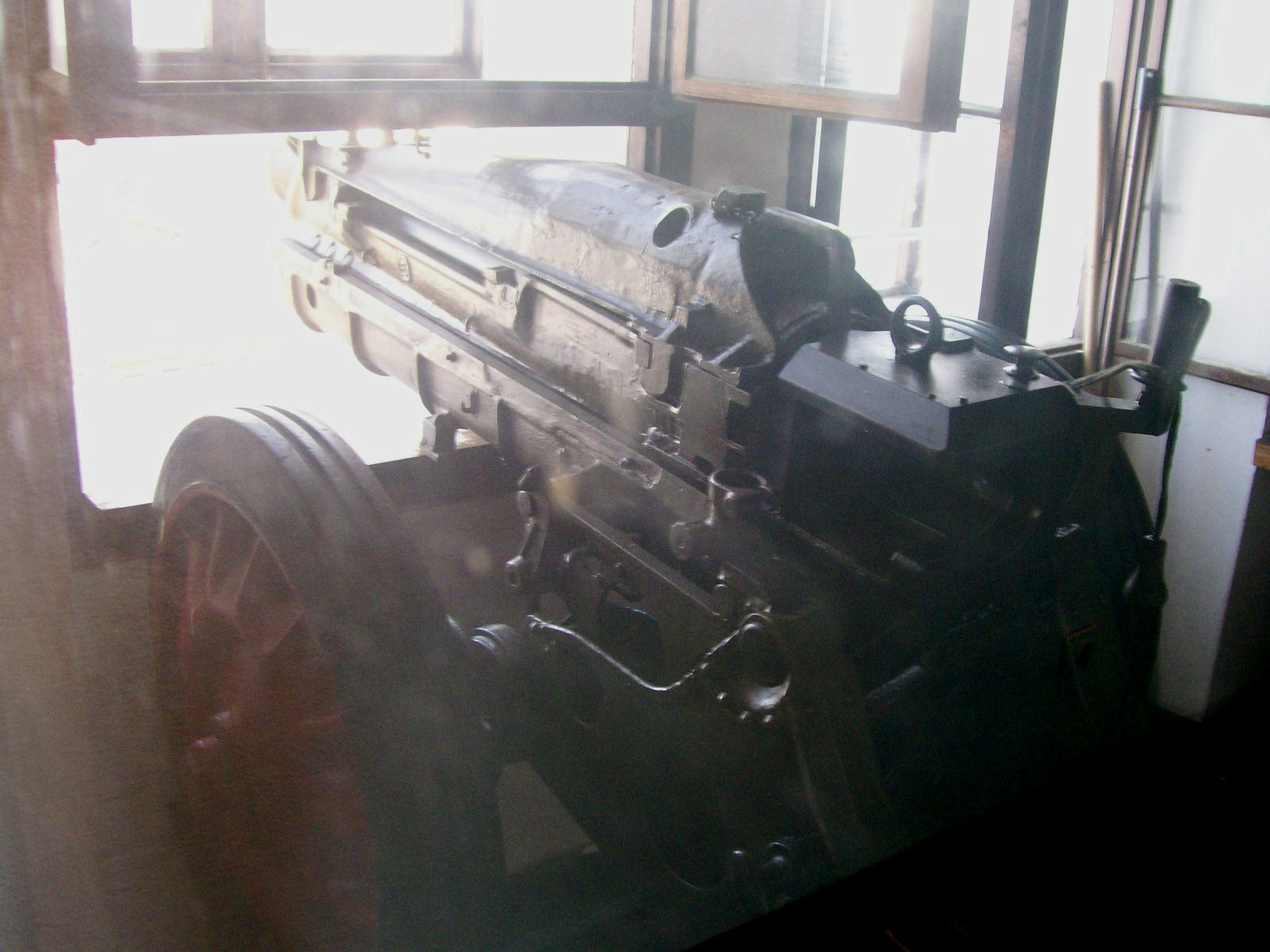
Пушка Grički top

Название башни происходит от латинского словосочетания campana latrunculorum («Кампана латрункулорум», то есть «Колокол злодеев»), что апеллирует к башенному колоколу, который повесили в 1646 году, чтобы сигнализировать о закрытии городских ворот.
Свой окончательный вид башня Лотрщак получила в XIX веке после перестройки, выполненной архитектором Куно Вайдманном (Kuno Waidmann). Тогда достроили третий этаж и добавили окна. Высота башни времени составляет 19 м, крыши — 5 м, купола — 6 м, то есть всё сооружение достигает 30 метров.
В то же время наверху в башне установили пушку Grički top, которая ежедневно в полдень производит выстрел.
Также наверху Лотрщака в настоящее время устроена смотровая площадка, куда могут подняться посетители, чтобы увидеть панорамный вид Загреба. В башне, кроме пушки, сейчас действует небольшая художественная галерея-выставка и сувенирная лавочка.